# بوروواگاما
بوروواگاما (به لاتین: Boruwagama) یک منطقهٔ مسکونی در سری‌لانکا است که در استان مرکزی (سری‌لانکا) واقع شده‌است.